# یادویگا واژ
یادویگا واژ (انگلیسی: Jadwiga Wajs; ۳۰ ژانویهٔ ۱۹۱۲ – ۱ فوریهٔ ۱۹۹۰) ورزشکار دو و میدانی اهل لهستان بود.
وی در مسابقات کشوری و بین‌المللی در مجموع برندهٔ ۱ مدال طلا، ۱ مدال نقره، ۲ مدال برنز شده‌است.